# Leon Kaleta
Leon Kaleta (ur. 1 lutego 1912 w Sobowicach, zm. 4 stycznia 2022 w Pińczowie) – znany z długowieczności polski uczestnik II wojny światowej, major WP w stanie spoczynku.

## Życiorys
Urodził się w Sobowicach na terenie ówczesnej guberni kieleckiej w Imperium Rosyjskim. W 1934 został wcielony na rok do armii. Początkowo służył w 3 Pułku Piechoty Legionów w Jarosławiu, później w jednostce łączności Pułku Korpusu Ochrony Pogranicza „Czortków”. We wrześniu 1939 roku został zmobilizowany do stacjonującego w Kielcach – 4. Pułku Piechoty Legionów. Brał udział w polskiej wojnie obronnej września 1939 w trakcie, której dostał się do niewoli sowieckiej, a następnie niemieckiej z której zbiegł. W trakcie okupacji służył w Batalionach Chłopskich, a następnie Armii Krajowej. 
Po wojnie powrócił do rodzinnej miejscowości. Był aktywnym działaczem ruchu ludowego. W latach 80. XX wieku założył w Sobowicach Niezależny Samorządny Związek Zawodowy Rolników Indywidualnych „Solidarność”. 
W 2015 został awansowany na porucznika, a w 2019 na majora WP w stanie spoczynku.
1 lutego 2021 z okazji 109. urodzin został udekorowany Krzyżem Kawalerskim Orderu Odrodzenia Polski „za wybitne zasługi dla niepodległości Rzeczypospolitej Polskiej”. 
Leon Kaleta w chwili śmierci był najstarszym polskim oficerem i drugim pod względem wieku mężczyzną w Polsce.